# 우량계
우량계(雨量計)는 일정한 장소에 일정한 시간 동안 강하하는 강우량을 측정하는 기구이다.

## 종류
우량계는 보통우량계, 자기우량계로 나눈다. 보통우량계는 플라스크와 깔대기로 이루어진 비교적 간단한 형태의 우량계이다. 자기우량계는 보통우량계보다 좀더 복잡한 구조를 가지고 있는, 스스로 우량을 측정하는 기구이다. 형태와 작동방식에 따라 Tipping bucket형 자기우량계, 중량측정형(weighing bucket) 자기우량계, 부자형(float type) 자기우량계로 구분한다.
Tipping bucket형 자기우량계는 작은 컵이 장치에 있어서 일정량의 강우가 모이면 컵이 비워지면서 다른 컵으로 대체되어 계속 강우를 받는 우량계이다.
- 250mm 보통우량계
- Tipping bucket형 자기우량계의 내부. 2014년 독일 Mettingen-Schlickelde 기상 스테이션
- Tipping bucket형 자기우량계의 작동 모습. 일정량 강우가 모이면 컵이 다른 컵으로 대체된다.
- 1927년 스페인 바르셀로나의 부자형 자기우량계 디자인
- 설치된 부자형 자기우량계의 덮개를 연 모습. 2007년 Darwin Met Office에서 촬영